# لمياء وتابعها شيكو
لمياء وتابعها شيكو هو مسلسل أنمي ياباني، يتكون من 52 حلقة بدا عرضة في 3 يناير 1971 واستمر حتى 26 ديسمبر 1971 .

## روابط خارجية
- لمياء وتابعها شيكو على موقع IMDb (الإنجليزية)
- لمياء وتابعها شيكو على موقع ليتربوكسد (الإنجليزية)
- لمياء وتابعها شيكو على موقع كينوبويسك (الروسية)
- لمياء وتابعها شيكو على موقع قاعدة بيانات الفيلم (الإنجليزية)
- لمياء وتابعها شيكو على موقع ANN anime (الإنجليزية)